# رودولف بیبراخ
رودولف بیبراخ (آلمانی: Rudolf Biebrach; ۲۴ نوامبر ۱۸۶۶ – ۵ سپتامبر ۱۹۳۸) هنرپیشه و کارگردان فیلم اهل آلمان بود.
از فیلم‌ها یا برنامه‌های تلویزیونی که وی در آن نقش داشته‌است می‌توان به طلا اشاره کرد.